# Gornje Laze
Gornje Laze je naselje u slovenskoj Općini Semiču. Gornje Laze se nalazi u pokrajini Dolenjskoj i statističkoj regiji Donjoposavskoj regiji. 

## Stanovništvo
Prema popisu stanovništva iz 2002. godine naselje je imalo 27 stanovnika.